# Meyer Prinstein
Meyer Prinstein, född 22 december 1878 i Szczuczyn i Polen, död 10 mars 1925 i New York, var en amerikansk friidrottare som tävlade under början av 1900-talet i tresteg och längdhopp.
Prinsteins föräldrar som var polsk-ryska judar emigrerade till USA 1883 och Meyer växte upp i Syracuse, New York.
Prinstein deltog i tre olympiska spel. Vid OS 1900 blev det guld i tresteg och silver i längdhopp efter Alvin Kraenzlein. Vid OS 1904 blev det dubbla guld, såväl längdhopp som tresteg och Prinstein är den enda idrottare som vunnit båda disciplinerna i ett olympiskt spel. Hans sista olympiska spel blev OS 1906 där han vann guld i längdhopp. 
Efter OS 1906 slutade han sin aktiva idrottskarriär och började jobba med juridik. Han dog 10 mars 1925 av hjärtproblem.
- Wikimedia Commons har media som rör Meyer Prinstein.